# Система футбольных лиг Казахстана

## Система футбольных лиг
Систе́ма футбо́льных лиг Казахстана состоит из трёх уровней и управляется двумя организациями: Профессиональной футбольной лигой Казахстана и Федерацией футбола Казахстана.
| Уровень | Уровень | Лига/Дивизионы                                  | Лига/Дивизионы                                  | Лига/Дивизионы                                  | Лига/Дивизионы                                  | Лига/Дивизионы                                  | Лига/Дивизионы                                  | Лига/Дивизионы                                  | Лига/Дивизионы                                  | Лига/Дивизионы                                  | Лига/Дивизионы                                  | Лига/Дивизионы                                  | Лига/Дивизионы                                  | Лига/Дивизионы                                  | Лига/Дивизионы                                  | Лига/Дивизионы                                  | Лига/Дивизионы                                  | Лига/Дивизионы                                  | Лига/Дивизионы                                  | Лига/Дивизионы                                  | Лига/Дивизионы                                  |
| ------- | ------- | ----------------------------------------------- | ----------------------------------------------- | ----------------------------------------------- | ----------------------------------------------- | ----------------------------------------------- | ----------------------------------------------- | ----------------------------------------------- | ----------------------------------------------- | ----------------------------------------------- | ----------------------------------------------- | ----------------------------------------------- | ----------------------------------------------- | ----------------------------------------------- | ----------------------------------------------- | ----------------------------------------------- | ----------------------------------------------- | ----------------------------------------------- | ----------------------------------------------- | ----------------------------------------------- | ----------------------------------------------- |
| 1       | 1       | Казахстанская Футбольная Премьер-Лига 12 клубов | Казахстанская Футбольная Премьер-Лига 12 клубов | Казахстанская Футбольная Премьер-Лига 12 клубов | Казахстанская Футбольная Премьер-Лига 12 клубов | Казахстанская Футбольная Премьер-Лига 12 клубов | Казахстанская Футбольная Премьер-Лига 12 клубов | Казахстанская Футбольная Премьер-Лига 12 клубов | Казахстанская Футбольная Премьер-Лига 12 клубов | Казахстанская Футбольная Премьер-Лига 12 клубов | Казахстанская Футбольная Премьер-Лига 12 клубов | Казахстанская Футбольная Премьер-Лига 12 клубов | Казахстанская Футбольная Премьер-Лига 12 клубов | Казахстанская Футбольная Премьер-Лига 12 клубов | Казахстанская Футбольная Премьер-Лига 12 клубов | Казахстанская Футбольная Премьер-Лига 12 клубов | Казахстанская Футбольная Премьер-Лига 12 клубов | Казахстанская Футбольная Премьер-Лига 12 клубов | Казахстанская Футбольная Премьер-Лига 12 клубов | Казахстанская Футбольная Премьер-Лига 12 клубов | Казахстанская Футбольная Премьер-Лига 12 клубов |
| 2       | 2       | Казахстанская Футбольная Первая Лига 10 клубов  | Казахстанская Футбольная Первая Лига 10 клубов  | Казахстанская Футбольная Первая Лига 10 клубов  | Казахстанская Футбольная Первая Лига 10 клубов  | Казахстанская Футбольная Первая Лига 10 клубов  | Казахстанская Футбольная Первая Лига 10 клубов  | Казахстанская Футбольная Первая Лига 10 клубов  | Казахстанская Футбольная Первая Лига 10 клубов  | Казахстанская Футбольная Первая Лига 10 клубов  | Казахстанская Футбольная Первая Лига 10 клубов  | Казахстанская Футбольная Первая Лига 10 клубов  | Казахстанская Футбольная Первая Лига 10 клубов  | Казахстанская Футбольная Первая Лига 10 клубов  | Казахстанская Футбольная Первая Лига 10 клубов  | Казахстанская Футбольная Первая Лига 10 клубов  | Казахстанская Футбольная Первая Лига 10 клубов  | Казахстанская Футбольная Первая Лига 10 клубов  | Казахстанская Футбольная Первая Лига 10 клубов  | Казахстанская Футбольная Первая Лига 10 клубов  | Казахстанская Футбольная Первая Лига 10 клубов  |
| 3       | 3       | Казахстанская Футбольная Вторая Лига 14 клубов  | Казахстанская Футбольная Вторая Лига 14 клубов  | Казахстанская Футбольная Вторая Лига 14 клубов  | Казахстанская Футбольная Вторая Лига 14 клубов  | Казахстанская Футбольная Вторая Лига 14 клубов  | Казахстанская Футбольная Вторая Лига 14 клубов  | Казахстанская Футбольная Вторая Лига 14 клубов  | Казахстанская Футбольная Вторая Лига 14 клубов  | Казахстанская Футбольная Вторая Лига 14 клубов  | Казахстанская Футбольная Вторая Лига 14 клубов  | Казахстанская Футбольная Вторая Лига 14 клубов  | Казахстанская Футбольная Вторая Лига 14 клубов  | Казахстанская Футбольная Вторая Лига 14 клубов  | Казахстанская Футбольная Вторая Лига 14 клубов  | Казахстанская Футбольная Вторая Лига 14 клубов  | Казахстанская Футбольная Вторая Лига 14 клубов  | Казахстанская Футбольная Вторая Лига 14 клубов  | Казахстанская Футбольная Вторая Лига 14 клубов  | Казахстанская Футбольная Вторая Лига 14 клубов  | Казахстанская Футбольная Вторая Лига 14 клубов  |